# E2-E4
E2-E4 is een album van de Duitse artiest Manuel Göttsching, dat in 1984 verscheen. Het wordt gezien als een belangrijk en invloedrijk album in de ontwikkeling van de moderne elektronische muziek. Het album legde de basis van de klank van de house- en technomuziek van de daaropvolgende jaren.
De muziek werd op 12 december 1981 opgenomen in Berlijn in één live studio-opname, maar pas in 1984 verscheen het album voor het eerst. De meeste albums van Manuel Göttsching verschenen onder de bandnamen Ash Ra Tempel of Ashra; E2-E4 was een van de weinige onder zijn eigen naam. De albumcover toont een schaakbordpatroon, de naam E2-E4 verwijst dan ook naar een openingszet uit het schaken. De titels bij de onderdelen van de muziek verwijzen eveneens naar de evolutie in een schaakpartij.
Net zoals op de vorige albums van Göttsching of Ashra, is de instrumentale bezetting van het album miniem; Göttsching maakt enkel gebruik van een drummachine, gitaar en enkele synthesizers. Waar op de vorige albums de tracks nog enigszins kort waren en populaire songstructuren en melodieën volgden, gaat E2-E4 één uur onafgebroken door, met licht variërende muziek. Verschillende stukken worden herhaald, maar de complexe veranderende wisselwerking tussen deze ritmes en patronen bepaalt uiteindelijk de muziek; een concept dat de volgende jaren in de trance- en technowereld zou bepalend worden. Het album begint met een motief, dat een uur lang gerepeteerd zal worden. Het motief wordt herhaald, maar evolueert en bouwt geleidelijk op. Steeds meer veranderingen komen langzaam naar voren, en meer en meer extra ritmes en syncopes verschijnen. De hele opbouw resulteert rond het half uur in het bijtreden van een gitaarsolo, die met de muziek verder vloeit naar het einde van het album.
Eind 1989 gebruikte de Italiaanse groep Sueño Latino het thema uit E2-E4 voor een gelijknamig nummer, waarmee ze in verschillende Europese landen een nummer-1 zomerhit scoorden.

## Tracks
Het hele album bevat in principe slechts één onafgebroken track. De elpee-versie werd rond het half uur onderbroken omdat de plaat moest gedraaid worden; de cd-versie bevat het album als één nummer van bijna een uur. Klaus D. Müller, die samen met Göttsching het concept van de albumuitgave uitwerkte, bedacht titels voor verschillende passages van het album. Deze titels, die evenwel niet gepaard gaan met aparte tracks op de cd, geven aan de muziek het idee van een schaakpartij die rustig opbouwt, uiteindelijk naar een gevecht toegaat, en op een einde uitloopt. De titels hebben zowel een Duitse als Engelse variant.
1. "Ruhige Nervosität" / "Quiet Nervousness" - 13'
2. "Gemässigter Aufbrucht" / "Moderate Start" - 10'
3. "...Und Mittelspiel" / "...And Central Game" - 7'
4. "Ansatz" / "Promise" - 6'
5. "Damen Eleganza" / "Queen A Pawn" - 5'
6. "Ehrenvoller Kampf" / "Glorious Fight" - 3'
7. "Hoheit Weicht (Nicht Ohne Schwung)" / "H.R.H. Retreats (With A Swing...)" - 9'
8. "...Und Souveränität" / "...And Sovereignty" - 3'
9. "Remis" / "Draw" - 3'